# Liste von Spielerinnen von Chivas Femenil

Vereinswappen des Club Deportivo Guadalajara

Die Liste von Spielerinnen von Chivas Femenil, der Frauenfußballmannschaft von Deportivo Guadalajara (Chivas), umfasst alle nachvollziehbaren Spielerinnen, die seit Einführung der Liga MX Femenil (2017) für Chivas Femenil gespielt haben.
Nicht in der Liste aufgeführt sind Spielerinnen aus früheren Epochen, von denen zumindest die überragende Alicia Vargas (La Pelé) an dieser Stelle nicht unerwähnt bleiben soll.

## Legende
- Name: Die Spielerinnen sind nach dem Schema Nachname, Vorname erfasst.
- Spitzname: Gibt den Spitznamen (in vielen Fällen ein verkürzter, aus dem Vornamen gebildeter, Rufname) der jeweiligen Spielerin – sofern vorhanden bzw. bekannt – an.
- Geburtsdatum: Gibt das Geburtsdatum der jeweiligen Spielerin an.
- Geburtsort: Gibt den Geburtsort der jeweiligen Spielerin an.
- Position: Nennt die Position, auf der die Spielerin vorwiegend eingesetzt wurde.
- Vereinszugehörigkeit: Gibt den Zeitraum an, in dem die Spielerin im Kader der 1. Mannschaft stand.
- Anmerkungen: In dieser Rubrik werden Titelgewinne und in einigen Fällen der Vorgänger- bzw. Nachfolgeverein der jeweiligen Spielerin angegeben.
- Stand: Die Liste der berücksichtigten Spielerinnen befindet sich auf dem Stand Saisonende 2023/24.

## Spielerinnen
| Name                  | Spitzname      | Geburtsdatum | Geburtsort                    | Position   | Vereinszugehörigkeit                 | Anmerkungen |
| --------------------- | -------------- | ------------ | ----------------------------- | ---------- | ------------------------------------ | --- |
| Acevedo, Victoria     | Vicky          | 16.01.1999   | Guadalajara, Jalisco          | Mittelfeld | 2017/18–aktuell                      | Meister mit Chivas 2017 und 2022 |
| Alba, Luisa De        | ?              | 17.12.2003   | Zapopan, Jalisco              | Sturm      | Clausura 2020–2022/23                | Meister mit Chivas 2022 |
| Alcalá, Samara        | Power Pony     | 27.02.1998   | Guadalajara, Jalisco          | Abwehr     | 2019–2020                            | Alcalá nahm in der Saison 2020/21 an der Sportwettkampfshow Exatlón México teil. |
| Álvarez, Yazmin       | ?              | 07.04.1996   | Colima, Colima                | Mittelfeld | 2018/19–Apertura 2019                | wechselte 2020 zum Club León |
| Arce, Zellyka         | ?              | 28.07.1997   | Guadalajara, Jalisco          | Mittelfeld | 2017/18                              | Meister mit Chivas 2017, wechselte 2018 zum Stadtrivalen Atlas. |
| Ayala, Fernanda       | ?              | 13.04.1997   | Morelia, Michoacán            | Tor        | 2020/21                              | Ayala kam von Morelia und wechselte nach Mazatlán |
| Barrientos, Yashira   | ?              | 29.11.1994   | Nuevo Laredo, Tamaulipas      | Sturm      | 2019/20–2021/22                      | Barrientos wechselte 2022 zum Club León. |
| Bejarano, Susan       | ?              | 07.08.1995   | Colima, Colima                | Mittelfeld | 2017/18–2022/23                      | Meister mit Chivas 2017 und 2022, wechselte 2023 zum Stadtrivalen Atlas |
| Benítes, Jessica      | ?              | 10.04.1989   | Guadalajara, Jalisco          | Sturm      | 2017                                 | Meister mit Chivas 2017 |
| Bernal, Karol         | ?              | 02.02.2003   | Durango, Durango              | Abwehr     | 2020–2022                            | Meister mit Chivas 2022 und zuvor mit Rayadas de Monterrey 2019 |
| Cabrera, Sonia        | ?              | 07.11.1994   | Chietla, Puebla               | Abwehr     | Clausura 2019                        | einzige Station in der Liga MX Femenil |
| Carrandi, Daniela     | ?              | 15.02.2000   | Mexiko-Stadt                  | Sturm      | 2017/18                              | Meister mit Chivas 2017, seit 2019 bei Atlético San Luis |
| Casas, Atzimba        | ?              | 13.09.1994   | Texas, USA                    | Sturm      | 2021/22                              | Die in den USA geborene Spielerin mit mexikanischen Vorfahren wurde 2021 von den Bravas de Ciudad Juárez verpflichtet. |
| Castillo, Miriam      | ?              | 01.06.1992   | Acapulco, Guerrero            | Mittelfeld | 2018/19–2021/22                      | Meister mit Chivas 2022 |
| Castro, Paloma        | ?              | 15.09.2000   | Zapopan, Jalisco              | Abwehr     | Apertura 2017                        | Meister mit Chivas 2017, wechselte danach zum Stadtrivalen Atlas. |
| Cervantes, Alicia     | Licha          | 24.01.1994   | Arandas, Jalisco              | Sturm      | 2020/21–aktuell                      | Meister mit Chivas 2022 und zuvor mit Rayadas de Monterrey 2019 sowie beste Spielerin der Saison 2021/22, in deren beiden Turnieren sie auch jeweils Torschützenkönigin war.                                                      |
| Contreras, Karol      | ?              | 11.12.2003   | Michoacán                     | Tor        | Clausura 2020–2022/23                | Meister mit Chivas 2022, aber als dritte Torhüterin ohne Einsatz. |
| Delgado, Daniela      | Dani           | 17.09.2002   | Durango                       | Mittelfeld | 2023/24–aktuell                      | Delgado stand von Januar 2018 bis Juni 2023 bei Santos Laguna unter Vertrag. |
| Espino, Celeste       | ?              | 09.08.2003   | Zapopan, Jalisco              | Tor        | 2018–aktuell                         | Meister mit Chivas 2022 |
| Farias, Janelly       | ?              | 12.02.1990   | Kalifornien, USA              | Abwehr     | 2019–2020                            | wechselte 2021 zum Erzrivalen América |
| Félix, Blanca         | ?              | 25.03.1996   | Angostura, Sinaloa            | Tor        | 2017–aktuell                         | Meister mit Chivas 2017 und 2022 |
| Galicia, Kimberlin    | ?              | 04.07.2005   | Tecuala, Nayarit              | Mittelfeld | Clausura 2023–aktuell                | |
| García, Hilary        | ?              | 19.09.1997   | Saltillo, Coahuila            | Mittelfeld | 2022                                 | Meister mit Chivas 2022. Kam Anfang 2022 von UNAM und ging Ende 2022 zu Cruz Azul. |
| García, Miriam        | ?              | 14.02.1998   | Guadalajara, Jalisco          | Abwehr     | 2017/18–2020/21                      | Meister mit Chivas 2017, wechselte zu den UANL Tigres. |
| García, Maya          | ?              | 17.09.1999   | Guadalajara, Jalisco          | ?          | 2017–????                            | Meister mit Chivas 2017 |
| Godínez, Damaris      | Mama           | 22.07.1999   | Zapopan, Jalisco              | Abwehr     | 2019/20–aktuell                      | Meister mit Chivas 2022 |
| Gómez, Karen          | ?              | 10.06.1993   | Guadalajara, Jalisco          | Tor        | 2017/18                              | Meister mit Chivas 2017 |
| González, Alondra     | ?              | 01.04.1995   | Guadalajara, Jalisco          | Mittelfeld | Clausura 2018                        | González spielte 2018 bei Chivas und wechselte zum Erzrivalen América. Heute ist sie Influencerin und betreibt ein Café in ihrer Heimatstadt Guadalajara.                                                                         |
| González, Cynthia     | ?              | 08.11.2006   | Guadalajara, Jalisco          | Mittelfeld | 2023/24–aktuell                      | |
| González, Evelyn      | ?              | 05.12.1996   | Guadalajara, Jalisco          | Sturm      | 2020                                 | González kam von den UANL Tigres, mit denen sie die mexikanische Frauenfußballmeisterschaft gewann, zu Chivas, für die sie im kompletten Kalenderjahr 2020 spielte.                                                               |
| González, Ivonne      | ?              | 10.10.2005   | Guadalajara, Jalisco          | Mittelfeld | Clausura 2023–aktuell                | |
| González, Michelle    | Mich           | 20.07.1995   | Mexiko-Stadt                  | Abwehr     | 2019/20–Apertura 2023                | Meister mit Chivas 2022, bestritt 2017 mit Pachuca das Finale gegen Chivas. |
| Gutiérrez, Isabella   | Bella          | 09.03.2004   | Guadalajara, Jalisco          | Mittelfeld | Clausura 2020–2021/22                | Meister mit Chivas 2022 |
| Guzmán, Kinberly      | Kin            | 19.09.2002   | ?                             | Abwehr     | 2018/19–aktuell                      | Meister mit Chivas 2022 |
| Hernández, Anacamila  | Cami           | 26.08.2004   | Guadalajara, Jalisco          | Abwehr     | 2022–aktuell                         | |
| Hernández, Montserrat | Montse         | 26.06.1999   | Zapotlán el Grande, Jalisco   | Mittelfeld | 2023/24–aktuell                      | Hernández stand zuvor beim Club América unter Vertrag, mit dem sie zwei Meistertitel gewann. |
| Huerta, Ana           | ?              | 12.01.1999   | Zapopan, Jalisco              | Sturm      | 2018–2020                            | kam von Toluca und wechselte zu Cruz Azul |
| Iturbide, Adriana     | ?              | 27.03.1993   | Guadalajara, Jalisco          | Sturm      | 2022/23                              | kam vom Stadtrivalen Atlas |
| Jaramillo, Carolina   | Caro           | 19.03.1994   | Tijuana, Baja California      | Mittelfeld | 2020/21–aktuell                      | Meister mit Chivas 2022 und zuvor bereits zweimal mit den UANL Tigres |
| Kasis, Isabel         | ?              | 16.08.2001   | San Luis Potosí, SLP          | Mittelfeld | 2022/23                              | kam von Atlético San Luis |
| López, María          | ?              | 13.01.2004   | Hermosillo, Sonora            | Mittelfeld | Apertura 2023                        | Nach nur einer Halbsaison bei Chivas wechselte López 2024 zum Ligarivalen Tijuana. |
| Loya, Karen           | ?              | 02.12.1993   | Chihuahua                     | Abwehr     | Clausura 2020                        | kam vom FC Juárez, zu dem sie auch zurückkehrte |
| Luna, Citlali         | ?              | 20.04.2004   | Michigan, USA                 | Sturm      | 2023/24                              | Luna kam in der Apertura 2023 und Clausura 2024 jeweils zu einem Einsatz in der Liga MX Femenil. |
| Madrigal, Dayana      | ?              | 23.04.2003   | Zapopan, Jalisco              | Abwehr     | 2020–2022                            | Meister mit Chivas 2022 |
| Magallanes, Paloma    | Palo           | 05.01.2004   | Zapotlán el Grande, Jalisco   | Mittelfeld | 2021/22–2022/23                      | Meister mit Chivas 2022 |
| Martínez, Daniella    | ?              | 11.09.1998   | Cd. Madero, Tamaulipas        | Sturm      | Clausura 2019                        | einzige Station in der Liga MX Femenil |
| Martínez, Karla       | ?              | 14.10.1998   | Mexiko-Stadt                  | Abwehr     | Clausura 2023                        | kam von Toluca |
| Meza, Valeria         | ?              | 08.11.1999   | Zapopan, Jalisco              | Abwehr     | 2017/18                              | Meister mit Chivas 2017 |
| Montero, Casandra     | ?              | 31.05.1994   | La Antigua, Veracruz          | Mittelfeld | 2021/22–aktuell                      | Meister mit Chivas 2022 |
| Montoya, Joseline     | ?              | 03.07.2000   | Guadalajara, Jalisco          | Sturm      | 2018/19–2022/23                      | Meister mit Chivas 2022 und wechselte zu den UANL Tigres, mit denen sie in der Apertura 2023 einen weiteren Meistertitel gewann.                                                                                                  |
| Mora, Valentina De la | ?              | 02.10.2004   | Zapopan, Jalisco              | Abwehr     | 2023                                 | De la Mora begann ihre Laufbahn beim Stadtrivalen Atlas |
| Morales, Tania        | La Guardado    | 22.12.1986   | Guadalajara, Jalisco          | Mittelfeld | 2001–2021                            | Tania Morales ist die einzige Spielerin, die mit Chivas bereits die Meisterschaft der Clausura 2009 der Liga Mexicana de Fútbol Femenil gewann. Die Liga MX Femenil gewann sie mit Chivas im Eröffnungsturnier der Apertura 2017. |
| Navarro, Ariana       | ?              | 19.04.2005   | Jalisco                       | Sturm      | Clausura 2022                        | Meister mit Chivas 2022 |
| Padilla, Priscila     | ?              | 11.12.1999   | Tlaquepaque, Jalisco          | Abwehr     | 2017–2020                            | Meister mit Chivas 2017 |
| Palafox, Norma        | ?              | 14.10.1998   | Hermosillo, Sonora            | Sturm      | 2017–2020                            | Meister mit Chivas 2017 |
| Pérez, Nicole         | ?              | 30.08.2001   | Guadalajara, Jalisco          | Mittelfeld | 2018–2020                            | Pérez wechselte zu den Rayadas de Monterrey, mit denen sie in der Apertura 2021 Meister wurde. |
| Pizano, Dulce         | ?              | 05.04.2001   | Colima                        | Mittelfeld | Clausura 2019                        | einzige Station in der Liga MX Femenil |
| Pulido, Daniela       | ?              | 29.04.2000   | Guadalajara, Jalisco          | Abwehr     | 2017–2020                            | Meister mit Chivas 2017 |
| Ramírez, Alessandra   | ?              | 14.12.2000   | Los Angeles, USA              | Abwehr     | 2023/24                              | Ramírez kam in der Saison 2023/24 für Chivas zu 4 Einsätzen in der Liga MX Femenil (alle in der Clausura 2024) und wechselte dann zu Santos Laguna, wo sie zur Stammspielerin avancierte.                                         |
| Ramírez, Leslie       | ?              | 11.01.1996   | Los Angeles, USA              | Mittelfeld | Clausura 2022–2022/23                | Die 3 Staatsangehörigkeiten besitzende Ramírez (USA durch Geburt sowie Mexiko und Guatemala durch ihre Eltern) spielt für Guatemala und wurde 2022 mit Chivas Meister.                                                            |
| Rodríguez, Cynthia    | ?              | 11.12.2003   | Guanajuato                    | Mittelfeld | Clausura 2020–2022/23, Apertura 2024 | Meister mit Chivas 2022 |
| Rodríguez, Deheny     | ?              | 30.09.1995   | Mexiko-Stadt                  | Abwehr     | 2017/18                              | Meister mit Chivas 2017 |
| Rodríguez, Jaqueline  | Jaco, Jaqui    | 07.09.1996   | Tequixquiac, Estado de México | Abwehr     | 2019/20–aktuell                      | Meister mit Chivas 2022 |
| Romero, Lía           | ?              | 27.07.2000   | Zapopan, Jalisco              | Sturm      | 2017/18–2021/22                      | Meister mit Chivas 2017 und 2022, wechselte dann zu Santos Laguna. |
| Ruiz, Andrea          | ?              | 17.11.1992   | ?                             | Mittelfeld | Apertura 2017                        | Meister mit Chivas 2017 |
| Ruvalcaba, Ana        | Pali           | 24.08.2001   | Guadalajara, Jalisco          | Tor        | 2017/18–2019/20                      | Meister mit Chivas 2017 |
| Salazar, Viridiana    | Viri           | 02.01.1998   | Othón P. Blanco, Quintana Roo | Sturm      | 2024–aktuell                         | Die Torschützenkönigin der Apertura 2019 kam vom CF Pachuca, mit dem sie dreimal Vizemeister war (davon zweimal gegen Chivas unterlegen).                                                                                         |
| Sánchez, Andrea 1     | ?              | 31.03.1994   | Ocotlán, Jalisco              | Abwehr     | 2017–2020                            | Meister mit Chivas 2017 |
| Sánchez, María 1      | ?              | 20.02.1996 2 | USA                           | Abwehr     | 2020                                 | |
| Sánchez, Vanessa 1    | ?              | 14.03.1995   | Guadalajara, Jalisco          | Abwehr     | 2017–2019                            | Meister mit Chivas 2017 |
| Sandoval, Dana        | ?              | 11.09.2007   | Guadalajara, Jalisco          | Mittelfeld | 2023/24–aktuell                      | |
| Serna, Litzy          | ?              | 01.12.1998   | Guanajuato                    | Mittelfeld | 2023                                 | |
| Sosa, Melissa         | ?              | 21.01.1993   | Chihuahua, Chihuahua          | Abwehr     | Apertura 2019                        | |
| Soto, Rubí            | ?              | 14.10.1995   | Ahome, Sinaloa                | Sturm      | 2018–2020, 2022–aktuell              | Soto hatte Chivas 2020 verlassen, kehrte aber 2022 zurück und wurde mit Chivas Meister. |
| Tenahua, Itzia        | ?              | 06.06.1999   | Puebla, Puebla                | Abwehr     | Apertura 2019                        | |
| Toledo, Wendy         | ?              | 13.09.2000   | Coahuila                      | Tor        | 2023/24                              | Toledo begann ihre Laufbahn bei den Rayadas de Monterrey, mit denen sie in der Clausura 2018 Vizemeister wurde. Zur Saison 2023/24 kam sie von Deportivo Toluca und wechselte anschließend zu den UNAM Pumas.                     |
| Torres, Ana           | ?              | 09.05.2007   | Guadalajara, Jalisco          | Sturm      | 2024                                 | |
| Torres, Araceli       | Chela, Chelita | 23.12.2000   | Guadalajara, Jalisco          | Abwehr     | 2018/19–aktuell                      | Meister mit Chivas 2022 |
| Tovar, Arlett         | ?              | 09.05.1997   | Guadalajara, Jalisco          | Abwehr     | 2017/18–2018/19                      | Meister mit Chivas 2017 |
| Valenzuela, Gabriela  | Gaby           | 07.04.1999   | Sinaloa                       | Sturm      | 2021–aktuell                         | Meister mit Chivas 2022 |
| Valera, Selene        | ?              | 19.10.1994   | Colima, Colima                | Abwehr     | 2017/18                              | Meister mit Chivas 2017, spielte später beim Erzrivalen América und danach beim Stadtrivalen Atlas. |
| Vázquez, Anette       | La Rata        | 11.03.2002   | Guadalajara, Jalisco          | Sturm      | 20217/18–2023/24                     | Meister mit Chivas 2017 und 2022 |
| Vázquez, Naomy        | ?              | 12.08.2007   | Guadalajara, Jalisco          | Sturm      | 2024                                 | |
| Velázquez, María      | ?              | 25.03.1993   | Guadalajara, Jalisco          | Sturm      | 2018–2020                            | |
| Viramontes, Brenda    | Bren           | 24.04.1995   | Guadalajara, Jalisco          | Sturm      | 2017/18–2018/19                      | Meister mit Chivas 2017 |
| Zamarrón, Esmeralda   | ?              | 23.07.2001   | Guadalajara, Jalisco          | Abwehr     | 2018–2019                            | |